# Ostracodermi
Hypostomata · Ostracoderme
Super-classe
Classe
Synonymes
- † Ostracodermi Bryant 1932

Ostracoderme (Ostracodermi, soit « peau en coquille ») est le nom de plusieurs groupes de poissons éteints, primitifs, agnathes qui étaient recouverts d'une armure de plaques osseuses. Ils appartiennent au taxon des Ostracodermi et à la super-classe Hypostomata, et leurs fossiles sont trouvés dans les strates ordovicienne et dévonienne d'Amérique du Nord et d'Europe. Ils mesuraient rarement plus de trente centimètres et étaient probablement des animaux lents vivant sur le fond océanique.

## Présentation

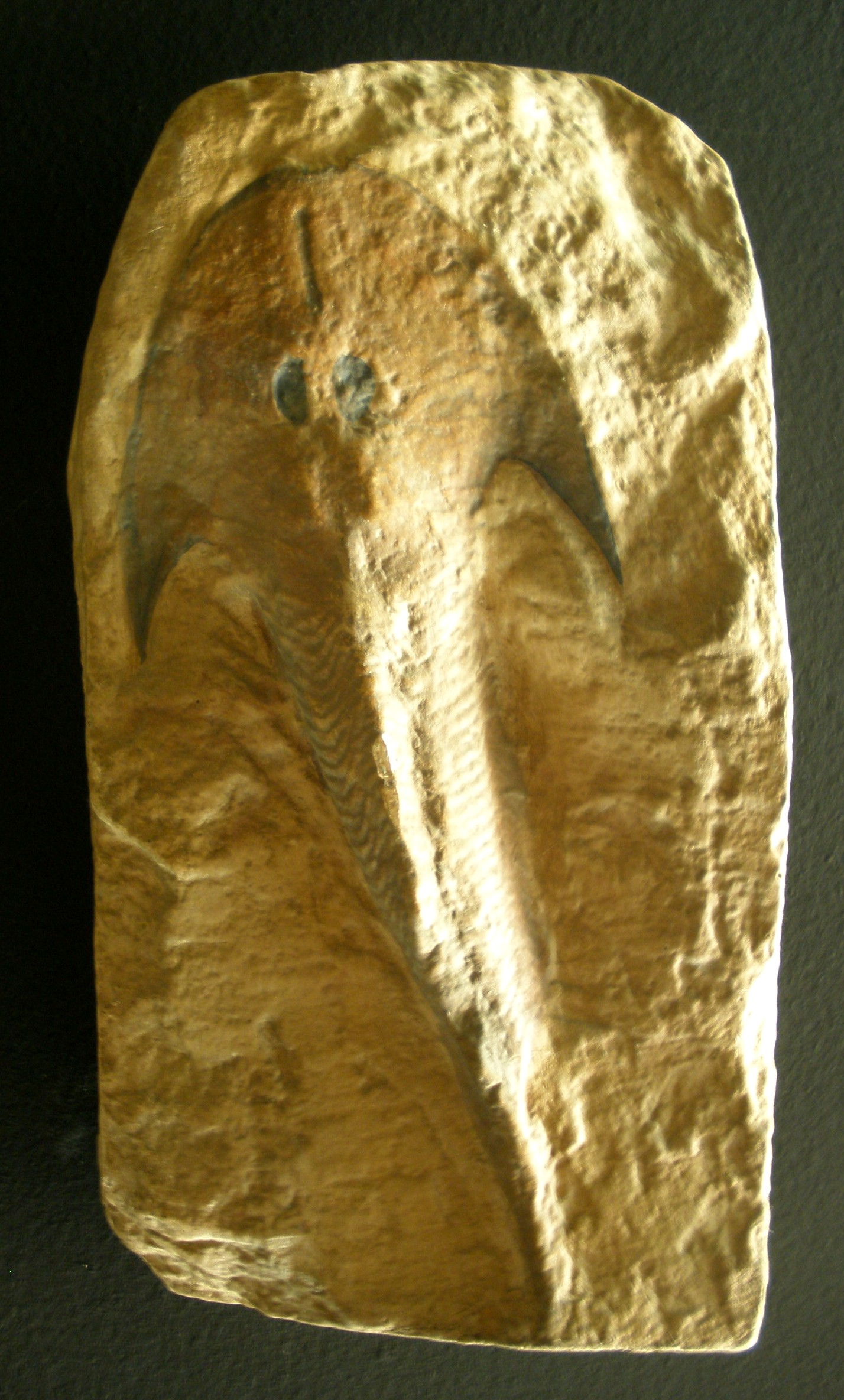
Fossile de Cephalaspis lyelli.

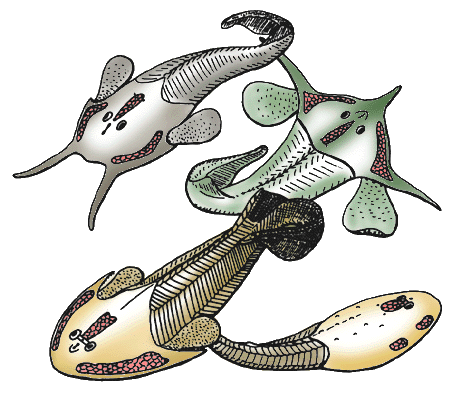
Restitution paléoartistique schématique de différents ostracodermes.

Selon Paleobiology Database, en 2022, Ostracodermi est un synonyme de la super-classe Hypostomata.
Une innovation évolutive des ostracodermes est l'usage des branchies non pas pour se nourrir, mais exclusivement pour la respiration. Dans toutes les formes de vie précédentes, les branchies étaient utilisées à la fois pour la respiration et la nutrition. Les ostracodermes avaient des poches branchiales pharyngales séparées sur le côté de la tête, qui étaient ouvertes en permanence sans opercule de protection. À la différence des invertébrés qui utilisent le mouvement de cils pour faire avancer leur nourriture, les ostracodermes utilisaient leurs poches branchiales musculaires pour créer une force de succion leur permettant d'engloutir leurs proies, qui étaient, elles aussi, des animaux lents et de petites tailles.
On connait deux groupes majeurs d'ostracodermes : les hétérostracés (les plus primitifs) et les céphalaspidiens. Les céphalaspidiens étaient plus évolués que les hétérostracans du fait qu'ils avaient des stabilisateurs latéraux qui leur donnaient un meilleur contrôle de leur nage.
Après l'apparition des poissons munis de mâchoires (placodermes, chondrichtyens, acanthodiens, etc.) il y a environ 400 millions d'années, les espèces d'ostracodermes disparurent progressivement, et on rencontre les derniers représentants des ostracodermes à la fin du Dévonien.
La sous-classe des Ostracodermi a été placée dans la super-classe des Agnatha avec la sous-classe étendue des Cyclostomata, qui inclut la lamproie et les myxines. Les ostracodermes n'apparaissent souvent pas dans les classifications du fait qu'ils constituent un taxon paraphylétique ou polyphylétique, mais le terme « ostracoderme » est souvent utilisé de façon informelle pour désigner les poissons cuirassés agnathes du paléozoïque.
Un exemple d'ostracoderme est le genre Cephalaspis.

## Publication originale
- (en) H. Gadow, 1898, A Classification of Vertebrata Recent and Extinct xvii-82